# Misy-sur-Yonne
Misy-sur-Yonne – miejscowość i gmina we Francji, w regionie Île-de-France, w departamencie Sekwana i Marna.
Według danych na rok 1999 gminę zamieszkiwało 749 osób, a gęstość zaludnienia wynosiła 119 osób/km² (wśród 1287 gmin regionu Île-de-France Misy-sur-Yonne plasuje się na 800. miejscu pod względem liczby ludności, natomiast pod względem powierzchni na 595. miejscu).

## Osoby związane z miastem
- Jan Piotr Norblin